# Rakuten Japan Open Tennis Championships 2015
Rakuten Japan Open Tennis Championships 2015 (japonsky: 2015年楽天ジャパン・オープン・テニス選手権 [nisen džúgonen Rakuten džapan ópun tenisu senšuken]) byl tenisový turnaj pořádaný jako součást mužského okruhu ATP World Tour, který se hrál na otevřených dvorcích s tvrdým povrchem DecoTurf v areálu s centrálním kurtem Ariake Coliseum. Probíhal mezi 5. až 11. říjnem 2015 v japonské metropoli Tokiu jako 43. ročník turnaje.
Turnaj s rozpočtem 1 397 250 dolarů patřil do kategorie ATP World Tour 500. Posledním přímým účastníkem hlavní singlové soutěže byl 57. hráč žebříčku, a nejstarší startující v pavouku, Radek Štěpánek. Nejvýše nasazeným hráčem ve dvouhře se stal, jako v předchozím ročníku, čtvrtý tenista světa Stan Wawrinka ze Švýcarska, který svou pozici na turnaji potvrdil a podnik ovládl. V soutěži čtyřhry triumfovala jihoafricko-brazilská dvojice Raven Klaasen a Marcelo Melo.

## Distribuce bodů a finančních odměn

### Distribuce bodů
| Soutěž  | vítězové | finalisté | semifinalisté | čtvrtfinalisté | 16 v kole | 32 v kole | Q  | Q2 | Q1 |
| ------- | -------- | --------- | ------------- | -------------- | --------- | --------- | -- | -- | -- |
| dvouhra | 500      | 300       | 180           | 90             | 45        | 0         | 20 | 10 | 0  |
| čtyřhra | 500      | 300       | 180           | 90             | 0         | —         | —  | —  | —  |

### Finanční odměny
| Soutěž                   | vítězové | finalisté | semifinalisté | čtvrtfinalisté | 16 v kole | 32 v kole | Q2     | Q1   |
| ------------------------ | -------- | --------- | ------------- | -------------- | --------- | --------- | ------ | ---- |
| dvouhra                  | $306 200 | $138 000  | $65 400       | $31 555        | $16 100   | $8 850    | $1 000 | $550 |
| čtyřhra                  | $90 640  | $40 810   | $19 240       | $9 300         | $4 780    | —         | —      | —    |
| ve čtyřhře částky na pár |          |           |               |                |           |           |        |      |

## Dvouhra

### Nasazení hráčů
| Země                         | Hráč            | ATP | Nasazení |
| ---------------------------- | --------------- | --- | -------- |
| Švýcarsko                    | Stan Wawrinka   | 4.  | 1.       |
| Japonsko                     | Kei Nišikori    | 6.  | 2.       |
| Francie                      | Gilles Simon    | 10. | 3.       |
| Francie                      | Richard Gasquet | 11. | 4.       |
| Jižní Afrika                 | Kevin Anderson  | 12. | 5.       |
| Chorvatsko                   | Marin Čilić     | 14. | 6.       |
| Španělsko                    | Feliciano López | 17. | 7.       |
| Bulharsko                    | Grigor Dimitrov | 19. |          |
| Žebříček ATP k 28. září 2015 |                 |     |          |

### Jiné formy účasti na turnaji
Následující hráči obdrželi divokou kartu do hlavní soutěže:
- Tacuma Itó
- Jošihito Nišioka
- Jasutaka Učijama

Následující hráči postoupili z kvalifikace:
- Matthew Ebden
- Austin Krajicek
- Donald Young
- Michail Južnyj

### Odhlášení
před začátkem turnaje
- Pablo Andújar → nahradil jej Samuel Groth
- Ernests Gulbis → nahradil jej Marcos Baghdatis
- Gaël Monfils →r nahradil jej Albert Ramos-Viñolas

### Skrečování
- Samuel Groth (poranění nohy)
- Bernard Tomic (nemoc)

## Čtyřhra

### Nasazení párů
| Země                                                                                  | Hráč                  | Země     | Hráč          | ATP | Nasazení |
| ------------------------------------------------------------------------------------- | --------------------- | -------- | ------------- | --- | -------- |
| USA                                                                                   | Bob Bryan             | USA      | Mike Bryan    | 2.  | 1.       |
| Francie                                                                               | Pierre-Hugues Herbert | Francie  | Nicolas Mahut | 18. | 2.       |
| Jižní Afrika                                                                          | Raven Klaasen         | Brazílie | Marcelo Melo  | 30. | 3.       |
| Rakousko                                                                              | Alexander Peya        | Brazílie | Bruno Soares  | 46. | 4.       |
| Žebříček ATP k 28. září 2015; číslo je součtem žebříčkového postavení obou členů páru |                       |          |               |     |          |

### Jiné formy účasti
Následující páry obdržely divokou kartu do hlavní soutěže:
- Austin Krajicek /  Jasutaka Učijama
- Tošihide Macui /  Jarkko Nieminen

Následující pár postoupil do hlavní soutěže z kvalifikace:
- Steve Johnson /  Sam Querrey

Následující pár postoupil do hlavní soutěže jako šťastný poražený:
- Andre Begemann /  Artem Sitak

### Odhlášení
před zahájením turnaje
- Kevin Anderson (zranění pravého kolene)

## Přehled finále

### Mužská dvouhra
- Stan Wawrinka vs.  Benoît Paire, 6–2, 6–4

### Mužská čtyřhra
- Raven Klaasen /  Marcelo Melo vs.  Juan Sebastián Cabal /  Robert Farah, 7–6(7–5), 3–6, [10–7]